# Vincent de Paul Phạm Văn Dụ
Vincent de Paul Phạm Văn Dụ (Phát Diêm, 14 ottobre 1922 – Lạng Sơn, 2 settembre 1998) è stato un vescovo cattolico vietnamita.

## Biografia
Vincent de Paul Phạm Văn Dụ nacque il 14 ottobre 1922 a Phát Diêm, in una devota famiglia cattolica. Iniziò gli studi presso le scuole francescane a Thanh Hóa e nel 1939 entrò nel seminario minore Santa Teresa a Lạng Sơn e poi nel seminario maggiore sulpiziano di Hanoi.
Fu ordinato presbitero l'8 settembre 1948 dal vescovo Félix Maurice Hedde. Dopo l'ordinazione fu nominato viceparroco a Đồng Đăng.
Quando nel 1954, con la fine della guerra, vennero espulsi tutti i missionari stranieri ed anche la maggior parte dei cattolici vietnamiti abbandonò i territori settentrionali del paese per rifugiarsi al Sud, decise di rimanere nel Nord. Fu nominato vicario generale il 29 maggio 1959 e poi parroco della parrocchia di Thất Khê.
Il 5 marzo 1960 papa Giovanni XXIII lo nominò vescovo ausiliare di Lạng Sơn e Cao Bằng, assegnandogli la sede titolare di Boseta.
Il 24 novembre dello stesso anno sempre Giovanni XXIII elevò a diocesi il vicariato apostolico nominandolo primo vescovo.
In quel periodo, tuttavia, fu costretto dalle autorità a risiedere nella parrocchia di Thất Khê, col divieto di allontanarsene. Dovette vivere in questo modo diversi anni, dedicandosi alla cura pastorale della piccola comunità di fedeli che ancora viveva lì.
Paradossalmente la situazione si sbloccò allo scoppio della guerra sino-vietnamita quando, insieme ad alcuni gruppi di profughi, fuggì attraverso le montagne raggiungendo Bắc Ninh: incontratosi con il vescovo locale, il futuro cardinale Paul Joseph Phạm Đình Tụng, poté ricevere l'ordinazione episcopale il 1º marzo 1979 in una semplice celebrazione svoltasi in una delle cappelle del palazzo vescovile di Bắc Ninh.
Finito il conflitto, tornò nella sua parrocchia, dove continuò a dover risiedere nonostante l'avvenuta consacrazione, in quanto le autorità civili continuavano a negargli il riconoscimento come legittimo vescovo.
La situazione fu diplomaticamente risolta nel 1989 durante la visita in Vietnam del cardinale Roger Etchegaray. Nel 1992 poté finalmente trasferirsi a Lạng Sơn. Negli anni favorì l'istruzione dei seminaristi e la ristrutturazione e riapertura delle chiese e si impegnò nelle richieste al governo di permettere il ritorno di sacerdoti e religiose originari del territorio.
Il 9 marzo 1998 si ritirò per raggiunti limiti d'età ma, a causa della cattiva salute di cui soffriva già da diversi anni, morì a Lạng Sơn il 2 settembre dello stesso anno all'età di 75 anni.
Fu sepolto inizialmente nel cimitero adiacente al palazzo vescovile. Il 29 novembre 2021 la sua tomba fu aperta per trasferirne i resti mortali nella nuova collocazione vicino alla cattedrale e sorprendentemente il suo corpo è stato ritrovato incorrotto.

## Genealogia episcopale
La genealogia episcopale è:
- Cardinale Scipione Rebiba
- Cardinale Giulio Antonio Santori
- Cardinale Girolamo Bernerio, O.P.
- Vescovo Claudio Rangoni
- Arcivescovo Wawrzyniec Gembicki
- Arcivescovo Jan Wężyk
- Vescovo Piotr Gembicki
- Vescovo Jan Gembicki
- Vescovo Bonawentura Madaliński
- Vescovo Jan Małachowski
- Arcivescovo Stanisław Szembek
- Vescovo Felicjan Konstanty Szaniawski
- Vescovo Andrzej Stanisław Załuski
- Arcivescovo Adam Ignacy Komorowski
- Arcivescovo Władysław Aleksander Łubieński
- Vescovo Andrzej Stanisław Młodziejowski
- Arcivescovo Kasper Kazimierz Cieciszowski
- Vescovo Franciszek Borgiasz Mackiewicz
- Vescovo Michał Piwnicki
- Arcivescovo Ignacy Ludwik Pawłowski
- Arcivescovo Kazimierz Roch Dmochowski
- Arcivescovo Wacław Żyliński
- Vescovo Aleksander Kazimierz Bereśniewicz
- Arcivescovo Szymon Marcin Kozłowski
- Vescovo Mečislovas Leonardas Paliulionis
- Arcivescovo Bolesław Hieronim Kłopotowski
- Arcivescovo Jerzy Józef Elizeusz Szembek
- Vescovo Stanisław Kazimierz Zdzitowiecki
- Cardinale Aleksander Kakowski
- Papa Pio XI
- Vescovo Jean-Baptiste Nguyễn Bá Tòng
- Vescovo Thaddée Anselme Lê Hữu Từ, O.Cist.
- Cardinale Joseph Marie Trịnh Như Khuê
- Cardinale Paul Joseph Phạm Đình Tụng
- Vescovo Vincent de Paul Phạm Văn Dụ